# Мамедов, Давуд Джабраил оглы
Давуд Джабраил оглы Мамедов — советский хозяйственный и политический деятель.

## Биография
Родился в 1910 году в Елизаветполе. Член КПСС.
Окончил Азербайджанский нефтяной институт.
В 1930—1935 гг. — инженер-технолог, заместитель начальника цеха, начальник цеха механического завода имени С. М. Кирова.
В 1935—1937 гг. — офицер РККА.
В 1937—1941 гг. — руководитель технической группы, главный инженер механического завода имени С. М. Кирова.
В 1941—1957 гг. — управляющий трестом «Азнефтемаш», директор завода имени лейтенанта Шмидта, управляющий трестом «Азнефтемаш».
За коренную реконструкцию глубоконасосного метода добычи нефти был в составе коллектива удостоен Сталинской премии за выдающиеся изобретения и коренные усовершенствования методов производственной работы 1950 года.
В 1957—1958 гг. — заместитель председателя Азербайджанского совнархоза.
В 1958—1963 гг. — министр местной промышленности Азербайджанской ССР.
Избирался депутатом Верховного Совета Азербайджанской ССР 5-го созыва.
Умер после 1963 года в Баку.

## Награды
- Орден Ленина
- Орден Трудового Красного Знамени
- Орден Знак Почёта